# Trentepohlia disjuncta
Trentepohlia disjuncta är en tvåvingeart som först beskrevs av Alexander 1913.  Trentepohlia disjuncta ingår i släktet Trentepohlia och familjen småharkrankar. Inga underarter finns listade i Catalogue of Life.